# 리비오 베루티
리비오 베루티(이탈리아어: Livio Berruti, 1939년 5월 19일 ~ )는 이탈리아의 전직 단거리달리기 선수로 1960년 로마 올림픽 200m 경기에서 금메달리스트였다.

## 인물 정보

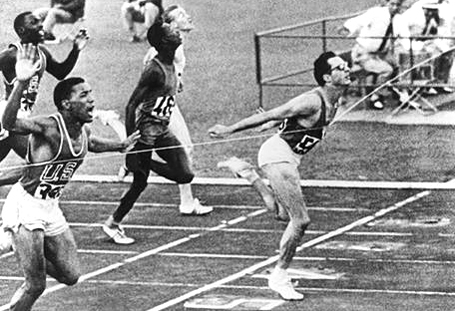
1960년 로마 올림픽 200m 결승전을 우승하는 베루티

토리노에서 태어난 베루티는 높이뛰기 선수로 시작하였으나 곧 단거리달리기로 전향하였다.
18세의 나이로 이미 국가 대표팀에 있던 그는 1957년 식스 네이션스 대회에 데뷔하여 100m와 200m 2위를 하였다. 베루티는 자신의 시간을 육상과 대학 사이에 나누었다. 최근에 100m 유럽 기록을 깨고 로마 올림픽에 나갔으나 200m에 집중하려고 100m로부터 삼가하였다. 준결승전에서 그는 세계 기록 보유자들 레이 노턴과 스톤 존슨을 꺾어 20.5초와 기록을 동일시하고, 2시간 후에 우승 후보로서 결승전에 들어갔다. 잘 시작하여 완벽한 달리기에 의하여 노턴에 도달하고 선두에서 한복판으로 들어가 자신의 도전자들을 막아 준결승전에서 똑같은 수동 시간과 함께 금메달을 획득하였다.
1961년 그는 26개의 경주에서 26개의 승리와 함께 패할 수 없었으나 다가오는 올림픽에서 이전의 성공들을 되풀이할 수 없었다.
1964년 도쿄 올림픽에서 20.8초로 5위를 하였으나 첫 레인에서 결승전을 달리면서 방해되었고, 400m 릴레이에서 7위를 하였다.
4년 후, 멕시코시티 올림픽에서는 200m 준준결승전에서 탈락되었고, 또다시 릴레이에서 7위를 하였다.
1969년 육상에서 은퇴하여 대학으로 돌아가 화학에서 졸업하여 피아트의 공동 관계부에서 일하였다.
올림픽 금메달에 추가로 그는 15개의 국내 타이틀 - 6회의 100m, 8회의 200m와 1회의 400m 릴레이를 우승하였다.

## 같이 보기
- 남자 200m 달리기 세계 기록 추이